# Abrogans
L'Abrogans és un diccionari llatí - alt alemany antic del segle viii conservat a l'Abadia de Sankt Gallen. El seu nom ve perquè el mot "abrogans" (modest) és la primera entrada. Malgrat la traducció sovint és defectuosa, aquesta obra constitueix un dels documents més valuosos de la història de l'alemany des del punt de vista filològic, per plasmar formes de transició i incloure veus absents en altres corpus.